# Prapreče pri Straži
Prapreče pri Straži este o localitate din comuna Straža, Slovenia, cu o populație de 124 de locuitori.